# Hiéroglyphe égyptien R20
L'emblème de Séchat en hiéroglyphes égyptiens, est classifié dans la section R « Mobilier cultuel et emblèmes sacrés » de la liste de Gardiner ; il y est noté R20.

## Représentation
Il représente l'emblème de la déesse Séchat composé d'un signe d'interprétation diverse (étoile ou fleur stylisé sur un piquet ? palmier ou papyrus stylisé ?) surmonté d'une paire de cornes de bovins renversées (hiéroglyphe F13). Il est translittéré Sšȝt.

## Utilisation
| R20 | t | B1 | / | s | S · t | R20 |

| R20 | t | B1 | / | s | S · t | R20 |

(Séchat) ».
| R21 |

| R21 |